# Lloyd Espenschied
Lloyd Espenschied (St. Louis, 27 de abril de 1889 — 1 de junho de 1986) foi um engenheiro eletrônico estadunidense.
Inventou o moderno cabo coaxial, com Herman Affel.